# Eichenfürster Bach
Der Eichenfürster Bach ist ein etwa zwei Kilometer langer Bach im unterfränkischen Landkreis Main-Spessart, der aus nordwestlicher Richtung kommend von rechts in den Main mündet.

## Geographie

### Verlauf
Der Eichenfürster Bach entsteht im Sandstein-Spessart am Rande des Naturraumes 141.3 Südöstlicher Sandsteinspessart auf dem Gebiet der Gemarkung des Marktheidenfelder Stadtteils Glasofen aus zwei Quellästen.
Der südliche, rechte und längere Quellast entspringt auf einer Höhe von etwa 299 m ü. NHN am Nordosthang des Geiersberges  knapp einen Kilometer westlich des Weilers Eichenfürst. Er fließt stark begradigt zunächst in Richtung Ostsüdosten durch Felder, dann am Südrand eines Nadelwäldchen entlang. In einer Wiese speist er danach einen winzigen Teich. Er läuft nun am Südrand einen Mischwaldes, unterquert dann verdolt die B 8 und fließt danach durch den Wald. Knapp 200 m bachabwärts kann der bisher stark begradigte Bach sich freier entfalten. Er erreicht den südlichen Teil des Weilers Eichenfürst und vereinigt sich dort mit dem von den Eichenhecken im Nordwesten heranziehenden, knapp halb so langen nördlichen und linken Quellast.
Der nun vereinigte Eichenfürster Bach fließt in Zulaufrichtung des kürzeren Astes nach Südosten erst durch einen Waldzipfel, dann durch Grünland, zwängt sich danach durch seine enge bewaldete Schlucht am Maintalhang, wechselt dort kurz in die Gemarkung Trennfeld der Gemeinde Triefenstein, unterquert noch die Uferstraße und mündet schließlich im Unteren Maintal im Naturraum 141.02 Marktheidenfeld-Wertheimer Maintal auf dem Gebiet der Gemarkung Marktheidenfeld in einer Höhe von 142 m ü. NN bei Mainkilometer 177.2 von rechts in den aus dem Norden heranfließenden Main.